# 牡荆蝙蝠蛾
牡荆蝙蝠蛾（學名：Aenetus virescens）是一種只在紐西蘭北島出現的Aenetus屬物種，屬於蝙蝠蛾科的鱗翅目昆蟲。

## 形態描述
牡荆蝙蝠蛾是紐西蘭最大的鱗翅目生物，有明顯的性別二態性，而牠們的翼展差異亦頗大：雌性的翼展可達150毫米，而雄性的則不超過100毫米。前翼的基色為綠色，雌性為棕色或黑色大理石狀標記，雄性為白色斑紋。雌性內側的後翼為棕橙色，外側為綠色，內側的雄性為白色，外側為雌性。